# Chuck Adamson (Drehbuchautor)
Charles Fredrick „Chuck“ Adamson (* 11. Juni 1936 in Illinois; † 22. Februar 2008 in Roseburg, Oregon) war ein US-amerikanischer Polizist und späterer Drehbuchautor, Fernsehproduzent und Schauspieler. Bekannt wurde er vor allem durch seine langjährige Zusammenarbeit mit dem Regisseur Michael Mann.

## Leben
Adamson begann zunächst eine Laufbahn als Polizist im Chicago Police Department. Einer seiner Mitarbeiter war Dennis Farina, der später als Schauspieler bekannt war. In den 1960er Jahren verfolgte Adamson den Einbrecher Neil McCauley, den er schließlich bei einem Raubüberfall stellen konnte und beim folgenden Schusswechsel tötete. Zuvor hatte er McCauley zufällig in einem Restaurant getroffen und mit ihm einen Kaffee getrunken. Später sprach Adamson mit dem befreundeten Regisseur Michael Mann über diese Zeit und berichtete ihm neben weiteren Begebenheiten des McCauley-Falls auch von der „Kaffeehaus-Szene“. Mann schrieb diese unter teilweiser Verwendung der originalen Dialoge ins Drehbuch für Heat, das auch sonst zu großen Teilen auf der echten Jagd Adamsons auf Neil McCauley basierte.
Nachdem sich Adamson aus dem aktiven Polizeidienst zurückgezogen hatte, arbeitete er als Berater in der Film- und Fernsehbranche. 1981 wirkte er an Manns Thriller Der Einzelgänger als technischer Berater mit. Später schrieb er mehrere Episoden für die von Michael Mann produzierte Kriminalserie Miami Vice. Von 1986 bis 1988 entstand die auf seiner Idee basierende Fernsehserie Crime Story, für die Adamson auch als Coordinating Producer, Story Writer, Drehbuchautor, Executive Story Editor und Schauspieler fungierte. Eine der Hauptrollen der Serie übernahm Adamsons ehemaliger Polizeikollege Dennis Farina.
Nach dem Ende von Crime Story wirkte Adamson noch einige Male als Schauspieler und technischer Berater in einigen Filmen, so auch in Heat, den Michael Mann 1995 endlich umsetzen konnte. Die Rolle des Polizisten Vincent Hanna, die zumindest teilweise auf Adamson basierte, wurde von Al Pacino gespielt. Neil McCauley wurde von Robert De Niro verkörpert.
Chuck Adamson verstarb am 22. Februar 2008 in  Roseburg, Oregon im Alter von 71 Jahren. Michael Manns Film Public Enemies, der kurz nach Adamsons Tod veröffentlicht wurde, ist ihm gewidmet.

## Filmografie (Auswahl)
- 1981: Der Einzelgänger (Thief, Technischer Berater)
- 1984–1986: Miami Vice (Drehbuch für 4 Episoden)
- 1984: Beverly Hills Cop – Ich lös’ den Fall auf jeden Fall (Beverly Hills Cop, Technischer Berater)
- 1986–1988: Crime Story (Idee, Coordinating Producer, Story für 19 Episoden, Drehbuch für 6 Episoden, Executive Story Editor für 7 Episoden, Schauspieler in 2 Episoden)
- 1992: Aus der Mitte entspringt ein Fluß (A River Runs Through It, Schauspieler)
- 1994: Quiz Show (Schauspieler)
- 1994: Stephen Kings The Stand – Das letzte Gefecht (The Stand, Schauspieler in 3 Episoden)
- 1995: Heat (Technischer Berater)